# Henri Peter Blok
Henri Peter Blok (Rotterdam, 28 maart 1894 − Oegstgeest, 25 augustus 1968) was een Nederlands componist, hoogleraar Egyptische kunstgeschiedenis aan de Universiteit Utrecht en hoogleraar Afrikaanse taalwetenschap en bantoeïstiek aan de Universiteit Leiden.

## Biografie
Blok werd geboren als zoon van de arts Dirk Johannes Blok (1859-1938) en Petronella Catharina Sara de Balbian (1861-1912). Hij trouwde in 1920 met Joanna Francina Benjamina van der Schalk (1897-1993) met wie hij vijf kinderen kreeg.
Blok studeerde na het eindexamen gymnasium bèta aan het Erasmiaans Gymnasium aanvankelijk vanaf 1913 medicijnen te Leiden maar maakte die opleiding niet af. Van 1914 tot 1918 studeerde hij aan het Haagse conservatorium muziektheorie, muziekgeschiedenis en compositieleer, en volgde hij een opleiding tot orkestdirigent. Hij componeerde vervolgens zelf en zijn stukken werden ook uitgevoerd; daarnaast publiceerde hij over muziek in De Nieuwe Gids. Hoewel hij zijn hele leven van muziek bleef houden, besloot hij toch om na zijn verloving klassieke talen en egyptologie te gaan studeren in Leiden met het oog op een gewenst leraarschap. In 1923 studeerde hij af en werd leraar aan het gymnasium waar hijzelf ook op had gezeten. Op 25 mei 1925 promoveerde hij vervolgens cum laude op De beide volksverhalen van papyrus Harris 500 verso. Hij werd privaatdocent te Leiden alvorens in 1927 te Utrecht te worden benoemd tot bijzonder hoogleraar oude kunstgeschiedenis van Egypte en Voor-Azië, als opvolger van Friedrich Wilhelm von Bissing. Hij hield zijn inaugurele rede op 21 maart 1927 onder de titel  Ontleening en invloed. Hij behield dit professoraat tot 1950, met een onderbreking tijdens de Tweede Wereldoorlog. 
Aanvankelijk toonde Blok (net als zijn voorganger Von Bissing en vele anderen aan de Utrechtse universiteit) interesse in het fascisme en publiceerde in 1931 De grondgedachte van het fascisme. Hierin toonde hij zich voorstander van een vorm van staatsabsolutisme: hij vond dat het nationaal bewustzijn slechts betrekking moest hebben op de plichten van de burger, niet diens rechten. Hiermee werd Blok de belangrijkste theoreticus van het Verbond van Nationalisten. Dit was een antiparlementaire en nationalistische partij compleet met stormafdeling, de Nationalistische Militie. Maar Blok werd door het Verbond geroyeerd en betoonde zich in een tweede artikel uit 1934, Nationale politiek en Volkenbondsgedachte, heel wat minder radicaal.
In 1950 werd Blok te Leiden benoemd tot bijzonder hoogleraar Afrikaanse taalwetenschap; hij inaugureerde op 1 december van dat jaar met Afrikanistische taalwetenschap. Problemen, taak en doel. In 1957 volgde zijn benoeming, eveneens te Leiden, tot hoogleraar Bantoeïstiek, een ambt dat hij tot zijn emeritaat in 1964 zou vervullen.
Behalve zelfstandige publicaties op zijn achtereenvolgende vakgebieden, publiceerde hij ook vele boekbesprekingen. Bovendien publiceerde hij ook over andere dan zijn vakonderwerpen: zo was een van zijn eerste publicaties een verhandeling over de natuurwetenschappen in relatie tot de filosofie van Immanuel Kant, van wie hij ook een verhandeling over de esthetica naar het Nederlands vertaalde. Zijn grote verdiensten liggen echter toch in zijn publicaties over egyptologie en het Swahili.
Prof. dr. H.P. Blok overleed in 1968 op 74-jarige leeftijd. Zijn echtgenote overleefde hem 25 jaar. Zijn twee zonen werden allebei hoogleraar: letterkundige prof. dr. Wouter Blok (1922-2010) en mediëvist prof. dr. Dick Blok (1925-2019). Zijn kleindochters waren onder andere presentatrice Dieuwertje Blok en Josine Blok, hoogleraar Oude Geschiedenis.

### Eigen publicaties
- De beide volksverhalen van papyrus Harris 500 verso. Leiden, 1925 (proefschrift).
- De oudste geschiedenis van Afrika's noordkust. Schiedem, 1925 (rede uitgesproken bij den aanvang van zijn onderwijs als privaat-docent in de Aegyptologie aan de Rijksuniversiteit te Leiden, op vrijdag 9 october 1925).
- Ontleening en invloed. Leiden, 1927 (inaugurele rede, Utrecht).
- A Swahili anthology with notes and glossaries. Leiden, 1948.
- Afrikanistische taalwetenschap. Problemen, taak en doel. Leiden, 1950 (inaugurele rede, Leiden).

### Vertaling
- Immanuel Kant, Opmerkingen over het gevoel van het schoone en verhevene. Een inleiding tot de Kantiaansche philosophie. Sneek, 1919.

- Biografisch Portaal: 72856326
- Digitale Bibliotheek voor de Nederlandse Letteren: blok014
- Gemeinsame Normdatei: 172005817
- International Standard Name Identifier: 0000 0003 8588 7765
- Library of Congress Control Number: no2010093253
- Nationale Bibliotheek van Israël: 987007316527105171
- Nederlandse Thesaurus van Auteursnamen: 073203874
- Réseau des bibliothèques de Suisse occidentale: 02-A009302364
- Système universitaire de documentation: 161655122
- Virtual International Authority File: 243490519
- WorldCat: E39PBJkT8DCRtKJdWRjVqxM9Dq

1. ↑  Gevonden in Delpher - Ontleening en invloed. www.delpher.nl. Gearchiveerd op 27 juli 2023. Geraadpleegd op 7 oktober 2022.
2. ↑  H. Blok, De grondgedachte van het fascisme, in: Haagsch Maandblad (1931), pp. 3-17.
3. ↑  Huberts, W. S. (2017). In de ban van een beter verleden: Het Nederlandse fascisme 1923-1945. Dissertatie Rijksuniversiteit Groningen, p. 253. https://www.vantilt.nl/boeken/in-de-ban-van-eenbeter-verleden/ Zie ook: A.A. de Jonge, Crisis en Critiek der Democratie; Anti-democratische stromingen en de daarin levende denkbeelden over de staat in Nederland tussen de wereldoorlogen (Utrecht 1982), pp. 138-144.
4. ↑  H.P. Blok, Nationale politiek en Volkenbondsgedachte, in: Haagsch Maandblad, 1934, pp. 567-579.
5. ↑  DBNL, Kantianisme en natuurwetenschap Door H.P. Blok, De Beweging. Jaargang 11. DBNL. Geraadpleegd op 24 juni 2024.